# 奇佩瓦延第201G號原住民保留地
奇佩瓦延第201G號原住民保留地（Chipewyan 201G），或簡稱為奇佩瓦延 201G，是一個位於加拿大亞伯達省伍德布法羅地區自治市，阿薩巴斯卡奇佩瓦延族的加拿大原住民保留區，屬於第八號編序條約地。此保留地位於阿薩巴斯卡河東岸。

## 資料來源
1. ↑  . Crown–Indigenous Relations and Northern Affairs Canada. Government of Canada.   [August 12, 2019].
2. ↑  Government of Alberta.  (地图). AltaLIS. May 25, 2019.